# Rhynchanthus johnianus
Rhynchanthus johnianus là một loài thực vật có hoa trong họ Gừng. Loài này được Friedrich Richard Rudolf Schlechter miêu tả khoa học đầu tiên năm 1907.

## Từ nguyên
Tính từ định danh johnianus là để vinh danh K. W. John, chủ vườn ươm lan ở Andernach, (Rheinland-Pfalz, Đức) trồng năm 1903. Được nhập khẩu ngẫu nhiên cùng với các củ lan Thunia marshalliana từ Moulmein (bang Mon, đông nam Myanmar).

## Phân bố
Loài này được tìm thấy ở Bangladesh và Myanmar.

## Mô tả
Cây thảo lâu năm, có củ, cao tới ~1,5 m. Củ gần hình trứng, được các vảy ngắn giống như bẹ che phủ và bao bọc chặt, nhẵn nhụi, cao 4–6 cm. Thân giả hẹp, gốc có bẹ ngoại trừ tán lá ở phần xa, bẹ lá bao bọc chặt thân giả; lá xếp thành 2 dãy, hình mũi mác nhọn thon, màu xanh lục nhạt, hai mặt nhẵn nhụi, dài 20–25 cm ở đoạn gần giữa rộng 4–6 cm. Cụm hoa dài gồm nhiều hoa. Lá bắc màu đỏ tươi, hình mũi mác nhọn thon, nhẵn nhụi, hơi ngắn hơn bao hoa. Lá bắc con ngắn, dài ~2 cm, nhọn thon, nhẵn nhụi. Đài hoa hình trụ, phần trước chẻ, đỉnh chia đôi ngắn, chóp đỉnh nhọn thon, cao khoảng gấp đôi lá bắc con. Tràng hoa màu vàng, dài ~7 cm, nhẵn nhụi, khoảng gần giữa chia 3 thùy nhẵn nhụi, ống tràng hình trụ, các thùy hình mũi mác nhọn thon. Không nhị lép bên. Cánh môi tiêu giảm thành răng ngắn và tù, hình tam giác ở đáy chỉ nhị. Chỉ nhị thuôn dài và cuộn lại, hình cuống, hơi nở rộng ở đoạn giữa, cao hơn rõ nét so với tràng hoa, nhẵn nhụi. Vòi nhụy hình chỉ hơi thò ra ngoài bao phấn. Đầu nhụy nhỏ, hình đầu. Bầu nhụy gần hình trụ, nhẵn nhụi.